# Aspach-Michelbach
Aspach-Michelbach es una comuna nueva francesa situada en el departamento de Alto Rin, de la región de Gran Este.

## Historia
Fue creada el 1 de enero de 2016, en aplicación de una resolución del prefecto de Alsacia del 18 de septiembre de 2015 con la unión de las comunas de Aspach-le-Haut y Michelbach, pasando a estar el ayuntamiento en la antigua comuna de Aspach-le-Haut.

## Demografía
| Gráfica de evolución demográfica de Aspach-Michelbach entre 1800 y 2012 |
|                                                                         |

Los datos parciales entre 1800 y 2012 son el resultado de sumar los parciales de las dos comunas que forman la nueva comuna de Aspach-Michelbach, cuyos datos se han cogido de 1800 a 1999 (o a 2006 según corresponda), para las comunas de Aspach-le-Haut y Michelbach de la página francesa EHESS/Cassini. Los demás datos se han cogido de la página del INSEE.

## Composición
| Comuna delegada | Código INSEE | Población (2013) | Superficie (km²) | Densidad (hab./km²) |
| --------------- | ------------ | ---------------- | ---------------- | ------------------- |
| Aspach-le-Haut  | 68012        | 1509             | 8.68             | 174                 |
| Michelbach      | 68206        | 340              | 3.35             | 101                 |